# Arsentellurid
Arsentellurid (spezifischer Arsen(III)-tellurid oder Diarsentritellurid) ist eine anorganische chemische Verbindung des Arsens aus der Gruppe der Telluride mit der Summenformel As2Te3. Es existiert in zwei Formen: die monokline α-Phase und die rhomboedrische β-Phase. Wie die meisten Arsenverbindungen ist Arsentellurid als giftig eingestuft. Es ist außerdem ein Halbleiter.